# 오야마다 케이고
오야마다 게이고(일본어: 小山田圭吾, 1969년 1월 27일 ~)는 일본의 음악가이며, 1993년부터는 코넬리우스(영어: CORNELIUS, 일본어: コーネリアス)라는 솔로 프로젝트 그룹으로 활동하고 있다.

## 생애
도쿄도에서 태어난, 오야마다 게이고는 1989년에 중학교 동창이던 오자와 겐지와 함께 플리퍼스 기타를 결성했다. 1991년에 플리퍼스 기타가 해체되고, 1993년부터는 솔로로 전향하여, 코넬리우스(Cornelius)라는 이름으로 활동하였고, 옐로 매직 오케스트라의 객원 기터리스트로 활동하기도 하였으며, 일본의 행위예술가이자, 가수인 오노 요코와 그녀의 아들인 션 레논을 비롯한 여러 뮤지션들과 함께 플라스틱 오노 밴드를 결성했다. 2009년에는 영상작품집 《Sensurround + B-Sides》가 제51회 그래미상 〈베스트 환경 사운드 앨범 (Best Surround Sound Album)〉 부문 후보에 올랐다. 2000년에는 일본의 싱어송라이터인 미네카와 다카코와 결혼하여 아들 하나를 두었으나, 2012년에 이혼했다.

## 학교 폭력 가해
1994년~1995년 사이 오야마다 게이고는 복수의 잡지 인터뷰를 통해 학창 시절 집단 따돌림 가해자였다는 사실을 고백했다. 인터뷰에서 오야마다는 장애 학생을 위시한 피해자들에게 골판지 상자 안에 가두어 공기 구멍 안에 지우개 가루를 털어 조롱하거나, 벌거벗겨 백드롭을 하거나, 츄리닝을 벗기거나, 인분을 먹였으며 후회하지 않는다고 밝혔다.
이 인터뷰는 2021년 7월 14일 2020년 하계 올림픽 개막식 음악 담당으로 오야마다가 선정되면서 트위터를 중심으로 재조명되었으며, 비판과 항의가 이어졌다. 두 차례의 사과문 끝에 오야마다는 사의를 표했다.

## 음반 목록

### 정규 앨범
- THE FIRST QUESTION AWARD (1994)
- 69/96 (1995)
- FANTASMA (1997)
- POINT (2001)
- SENSUOUS (2006)

## 참고
1. ↑  “제51회 그래미상 후보 & 수상작”. 2009년 11월 5일에 원본 문서에서 보존된 문서. 2009년 3월 20일에 확인함.
2. ↑  “ROCKIN'ON JAPAN (ロッキング・オン・ジャパン) 1994年1月号”. 《ROCKIN'ON JAPAN》 (ロッキング・オン) (1月号). 1994年. ASIN B07BJ43W7Q.
3. ↑  “クイック・ジャパン 1995年8月号”. 《クイック・ジャパン》 (太田出版) 3 (1995年8月号). 1995년 7월 1일. ISBN 4-8723-3232-6.
4. ↑  “ROCKIN'ON JAPAN (ロッキング・オン・ジャパン) 1996年1月号”. 《ROCKIN'ON JAPAN》 (ロッキング・オン) (1996年1月号).
5. ↑  김경윤 (2021년 7월 16일). “[올림픽] 개회식 음악연출가 행적 논란…장애인 괴롭힘에 욱일기 공연까지”. 2021년 7월 20일에 확인함.
6. ↑  “https://twitter.com/corneliusjapan/status/1415968059580293121”. 2021년 7월 20일에 확인함. |title=에 외부 링크가 있음 (도움말)
7. ↑  “https://twitter.com/corneliusjapan/status/1417064399303413762”. 2021년 7월 20일에 확인함. |title=에 외부 링크가 있음 (도움말)